# 高橋誠一 (起業家)
高橋 誠一（たかはし せいいち、1945年5月28日 - ）は、日本の実業家。三光ソフランホールディングスや、メディカル・ケア・サービスの創業者。元日本賃貸住宅管理協会副会長。

## 人物・来歴
埼玉県大宮市（現・さいたま市）に生まれる。1969年（昭和44年）東京電機大学工学部電気工学科卒業。埼玉県で家業の米穀業に従事したのち、1972年高橋建設を創業。
1975年（昭和50年）三光不動産（現・三光ソフランホールディングス）を設立し、同社代表取締役社長に就任。1999年（平成11年）メディカル・ケア・サービス設立、同社取締役就任。
2002年（平成14年）メディカル・ケア・サービス代表取締役会長。2005年メディカル・ケア・サービス取締役会長。2004年国土交通大臣表彰受賞。
2006年（平成18年）黄綬褒章受章。アパマンショップネットワーク相談役、全国賃貸管理ビジネス協会名誉会長、日本賃貸住宅管理協会副会長なども歴任した。